# Compus de două cuburi snub
În geometrie compusul de două cuburi snub este un compus poliedric uniform format din 2 versiuni chirale ale cubului snub. Acest compus poate fi văzut și ca reuniunea celor două forme chirale ale cuboctaedrului trunchiat. Aranjamentul vârfurilor acestui compus este la fel cu cel al unui cuboctaedru trunchiat convex neuniform, având fețe dreptunghiulare alături de hexagoane și octogoane neregulate, fiecare alternând muchii de câte două lungimi diferite. Împreună cu anvelopa sa convexă, reprezintă prima proiecție a cubului snub a antiprismei cubice snub.

Are simetrie octaedrică (Oh). Ca holosnub, este reprezentat de simbolul Schläfli βr{4,3} și diagrama Coxeter .
Are indicele de compus uniform UC68.

## Mărimi asociate

### Coordonate carteziene

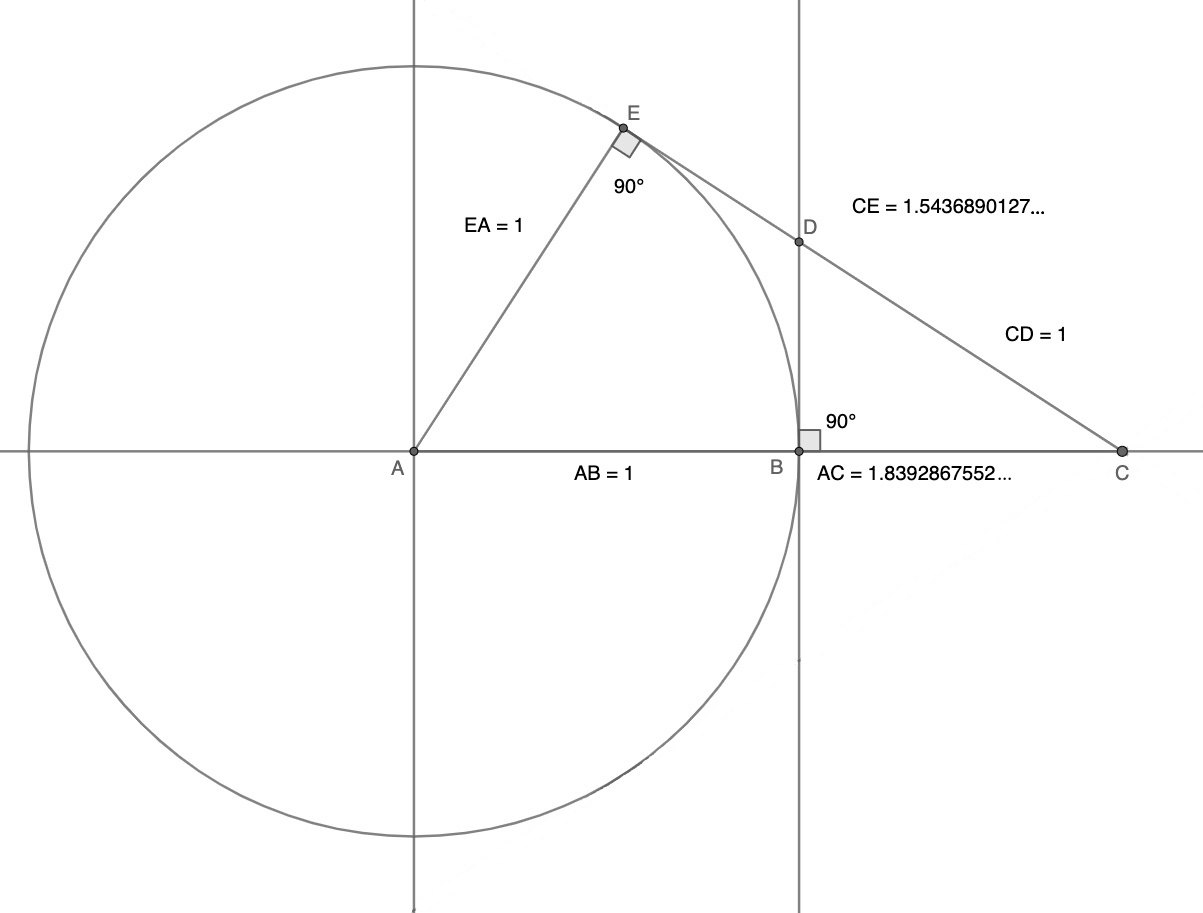
O construcție geometrică a constantei tribonacci (AC), cu rigla și compasul, după metoda descrisă de Xerardo Neira

Coordonatele carteziene ale vârfurilor acestui compus sunt toate permutările ale
{\displaystyle \left(\,\pm 1,\,\pm \xi ,\,\pm {\frac {1}{\xi }}\,\right)}
unde ξ, inversul constantei tribonacci, este soluția reală a ecuației
{\displaystyle \xi ^{3}+\xi ^{2}+\xi =1,}
care este
{\displaystyle \xi ={\frac {1}{3}}\left({\sqrt[{3}]{17+3{\sqrt {33}}}}-{\sqrt[{3}]{-17+3{\sqrt {33}}}}-1\right)\approx 0,543689.}

### Volum
Următoarea formulă pentru volum V este stabilită pentru lungimea laturilor tuturor poligoanelor (care sunt regulate) a:
{\displaystyle V={\frac {3{\sqrt {t-1}}+4{\sqrt {t+1}}}{3{\sqrt {2-t}}}}~a^{3}\approx 15,778955~a^{3}},
unde {\displaystyle t={\frac {1}{\xi }}} este inversul constantei tribonacci.